# Ханділ
Ханділ – індонезійське офшорне нафтогазове родовище, виявлене на сході острова Калімантан.
Ханділ належить до нафтогазового басейну Кутей, виникнення якого передусім пов’язане із виносом осадкового матеріалу потужною річкою Махакам. Родовище відкрили у 1974 році унаслідок спорудження в південній частині сучасної дельти Махакам свердловини Handil-1, яка досягнула глибини у 2947 метрів. Під час подальшої розвідки на Ханділ виявили п’ять з половиною сотень покладів у пісковиках епохи міоцену, які знаходяться на глибинах від 200 до 3500 метрів. 
Ханділ знаходиться у заболоченій місцевості з численними протоками, тому свердловини споруджували з барж уздовж узбережжя островів. Всього станом на середину 2010-х на родовищі пробурили понад три з половиною сотні свердловин. Видобуток на Ханділ стартував у 1975-му і досягнув піку в 1977-му з показником у 194 тисячі барелів на добу. Піковий видобуток газу прийшовся на 1980 рік та становив 6,3 млн м3 на добу – втім, варто відзначити, що монетизація цього ресурсу стартувала лише у 1982 році. Станом на 1989 рік ці показники становили вже 65 тисяч барелів нафти та 4,4 млн м3 газу на добу, при цьому накопичений видобуток з родовища досягнув 669 млн барелів нафти та 24 млрд м3 газу. 
Видачу нафти з Ханділ організували за допомогою нафтопроводу до термінала Сеніпах, який забезпечує вивіз продукції великими танкерами (дедвейт до 125 тисяч тонн). Природний газ за допогою трубопроводу завдовжки 58 км та діаметром 500 мм подали до системи Бадак – Бонтанг.
Родовище належить до ліцензійної ділянки Махакам, роботи на якій провадив консорціум французької Total (50% участі, оператор) та японської Inpex (50%). З 2018 року  ці права перейшли до індонезійської державної нафтогазової компанії Pertamina.